# Dracula – Tot aber glücklich
Dracula – Tot aber glücklich ist eine Horrorkomödie des US-amerikanischen Regisseurs Mel Brooks aus dem Jahr 1995 und basiert auf dem Roman Dracula von Bram Stoker. Der Film persifliert insbesondere die Filme Dracula (1931) mit Bela Lugosi und Bram Stoker’s Dracula (1992) mit Gary Oldman.

## Handlung
Der Anwalt Thomas Renfield reist nach Transsylvanien, um dort dem Grafen Dracula ein Haus in England zu verkaufen. Die Warnungen des einheimischen Wirts, dass Graf Dracula ein Vampir sei, belächelt er schlicht. Nachdem die Wahrsagerin Madame Ouspenskaya ihm für fünfzehn Kopeken ein Kruzifix aufgeschwatzt hat, begibt sich Renfield zum Schloss, wo der Graf ihn bereits erwartet. In der Nacht, nachdem der Immobilienvertrag unterzeichnet wurde, wird er von zwei Vampirfrauen besucht, die sich ekstatisch über ihn hermachen. Graf Dracula schreitet ein und macht Renfield, nach einigen hypnosebedingten Schwierigkeiten, zu seinem Sklaven und reist zusammen mit ihm nach England zurück.
Als das Schiff im Hafen ankommt, ist die komplette Besatzung tot, da diese Dracula als Proviant gedient hat. Renfield, der einzige Überlebende, wird in die Irrenanstalt von Dr. Seward gebracht, die an den neu erworbenen Besitz des Grafen grenzt.
Im Theater stellt sich Graf Dracula seinem neuen Nachbarn, Dr. Seward, dessen Mündel Lucy, seiner Tochter Mina und ihrem Verlobten Jonathan vor. Besonders Lucy ist von dem Grafen angetan und auch Graf Dracula interessiert sich für sie und noch mehr für ihr Blut. Nachts dringt er in Gestalt einer Fledermaus in ihr Zimmer ein und beißt sie.
Dr. Seward ist besorgt, als sich Lucys Zustand in den nächsten Tagen immer mehr verschlechtert, und entschließt sich, den berühmten Professor Abraham van Helsing, Doktor der Medizin, der Metaphysik, der Philosophie und der Gynäkologie, um Hilfe zu bitten. Dieser ahnt sofort, dass ein Vampir der Grund für Lucys Krankheit ist, und verdächtigt nach einem Disput in altmoldawischer Sprache bald auch den Grafen Dracula.
Vergeblich versuchen sie alles, um zu verhindern, dass Lucy durch den Vampir getötet wird. Nun selbst untot, versucht Lucy, Jonathan zu verführen, der entgegen Dr. Sewards Wunsch Wache an ihrem Grab hält. Van Helsing kommt dazwischen und verhindert das Schlimmste. Gemeinsam pfählen sie Lucy, um sie endgültig zu vernichten.
Der Graf aber hat inzwischen Mina in seinen Bann gebracht, und so treten Lucys Symptome auch bald bei ihr auf. Dr. Seward, Jonathan und Prof. van Helsing beschließen, dem Vampir eine Falle zu stellen, und organisieren einen Ball, um anhand des Spiegeltests festzustellen, ob Graf Dracula wirklich der gesuchte Untote ist.
Als sich während eines Csárdás zeigt, dass er tatsächlich kein Spiegelbild hat, entführt der Graf Mina in die alte Kapelle auf der Klippe. Die drei Männer nehmen die Verfolgung auf, und im letzten Augenblick, ehe Dracula sie abermals beißen kann, kommt es zum Handgemenge. Der Vampir scheint zu triumphieren, da bemerkt van Helsing, dass die Sonne bereits aufgeht. Der Professor reißt die Jalousien eines Fensters auf und flutet den Raum mit Sonnenlicht. Dracula kann sich in seiner Fledermausgestalt in das Dachgebälk flüchten. Plötzlich öffnet sich die Dachluke. Renfield will seinem Meister zur Flucht verhelfen, hat jedoch vergessen, dass für diesen das Sonnenlicht todbringend ist.
Schimpfend wie ein Rohrspatz zerfällt Dracula zu Staub. Mina ist gerettet und wird von ihrem Verlobten Jonathan nach Hause gebracht. Professor van Helsing sieht den altmoldawischen Disput zu seinen Gunsten entschieden, und Renfield wird nun Dr. Sewards Diener.

## Synchronisation
Die deutsche Synchronisation entstand unter der Dialogregie und dem Dialogbuch von Arne Elsholtz im Auftrag der FFS Film- & Fernseh-Synchron GmbH in München.
| Darsteller/in          | Rolle                        | Deutsche/r Sprecher/in |
| ---------------------- | ---------------------------- | ---------------------- |
| Leslie Nielsen         | Graf Dracula                 | Horst Schön            |
| Mel Brooks             | Prof. Abraham Van Helsing    | Wolfgang Völz          |
| Amy Yasbeck            | Mina Seward                  | Katrin Fröhlich        |
| Peter MacNicol         | Thomas Renfield              | Arne Elsholtz          |
| Steven Weber           | Jonathan Harker              | Randolf Kronberg       |
| Lysette Anthony        | Lucy Westenra                | Madeleine Stolze       |
| Harvey Korman          | Dr. Jack Seward              | Heinz Petruo           |
| Mark Blankfield        | Martin                       | Armin André            |
| Megan Cavanagh         | Essie                        | Anita Höfer            |
| Darla Haun             | Brünette Vampirbraut         |                        |
| Karen Roe              | Blonde Vampirbraut           |                        |
| Anne Bancroft          | Madame Ouspenskaya           | Karin Kernke           |
| Avery Schreiber        | Einheimischer                | Wolfgang Müller        |
| Cindy Marshall-Day     | Frau beim Picknick           | Barbara Witow          |
| Chuck McCann           | Gastwirt                     | Thomas Rau             |
| Zale Kessler           | Orchestra Leader             | Thomas Rau             |
| Jennifer Crystal Foley | Krankenschwester             | Veronika Neugebauer    |
| Matthew Porretta       | Partygast                    | Frank Röth             |
| Leslie S. Sachs        | Platzanweiserin              | Uschi Wolff            |
| Rudy De Luca           | Wächter                      | Peter Thom             |
| Gregg Binkley          | Woodbridge                   | Christian Weygand      |
|                        | Aufseher                     | Hartmut Neugebauer     |
| Ezio Greggio           | Kutscher                     | Thomas Albus           |
|                        | Off-Stimme (Zeitungsartikel) | Thomas Albus           |

## Kritiken
„Auf den Spuren von Bram Stokers bekanntem Roman über den Grafen Dracula und seinen unzähligen filmischen Adaptionen entwickelt Mel Brooks seine Version der Blutsaugergeschichte als anspielungs- und zitatenreiche Genreparodie. Dabei dominiert aber mehr der Spaß an Komik und Klamauk, als dass die Vorbilder auf die Schippe genommen werden, weshalb den harmlosen Albernheiten der rechte Biss fehlt.“

„Brooks-Parodien wie ‚Spaceballs‘ waren mal ungeheuer komisch, diese Attacke auf Coppolas Edel-Horror ‚Bram Stoker’s Dracula‘ von 1992 geriet zahnlos und blutleer.“

„Für [Mel Brooks'] Verhältnisse ist seine aktuelle Witzmär überraschend verhalten ausgefallen, finden sich doch ungewohnt wenige jener Geschmacklosigkeiten, mit denen sich der Blödelmeister einen Namen gemacht hat. […] Zudem hält Brooks die Gagfrequenz überraschend niedrig. Dafür kann der Altmeister mehr Treffer verbuchen als in seinen letzten Filmen. Während sich die Begeisterung in den USA in Grenzen hält, ist ‚Mel Brooks’ Dracula‘ nach dem Riesenerfolg von Brooks’ ‚Robin Hood‘ Helden in Strumpfhosen" (2,1 Mio. Zuschauer) im kalauervernarrten Deutschland eine todsichere (Blut-)Bank.“

## Sonstiges
- Beim Dreh der Szene, in der Jonathan Harker einen Pflock in Lucys Herz schlägt, wurde Steven Weber nicht eingeweiht, dass er mit einer großen Menge Filmblut bespritzt werden würde, um seine Reaktion spontaner wirken zu lassen.
- Mel Brooks zitiert viel aus dem Originalfilm Dracula von 1931 und Nielsen imitiert als Graf Dracula Bela Lugosi.
- Die Figur der Madame Ouspenskaya, der Zigeunerin, die Renfield zu Beginn des Films ein Kreuz verkauft, wurde nach Maria Ouspenskaya benannt, die die Maleva in Der Wolfsmensch von 1941 und in Frankenstein trifft den Wolfsmenschen von 1943 darstellte. Gespielt wird sie bei Dracula – Tot aber glücklich von Anne Bancroft, Mel Brooks Ehefrau, die in ihrer Jugend eine Schauspielschülerin von Ouspenskaya war.
- Der Csárdás, der während des Balls gespielt wird, ist der Ungarische Tanz Nr. 5 von Johannes Brahms.
- Wolfgang Hohlbein lässt seinen Vampirroman Dunkel mit einem Kinobesuch des Protagonisten in Dracula – Tot aber glücklich beginnen.